# Ancelle di Gesù Bambino
Le Ancelle di Gesù Bambino sono un istituto religioso femminile di diritto pontificio: le suore di questa congregazione pospongono al loro nome la sigla A.d.G.B.

## Storia

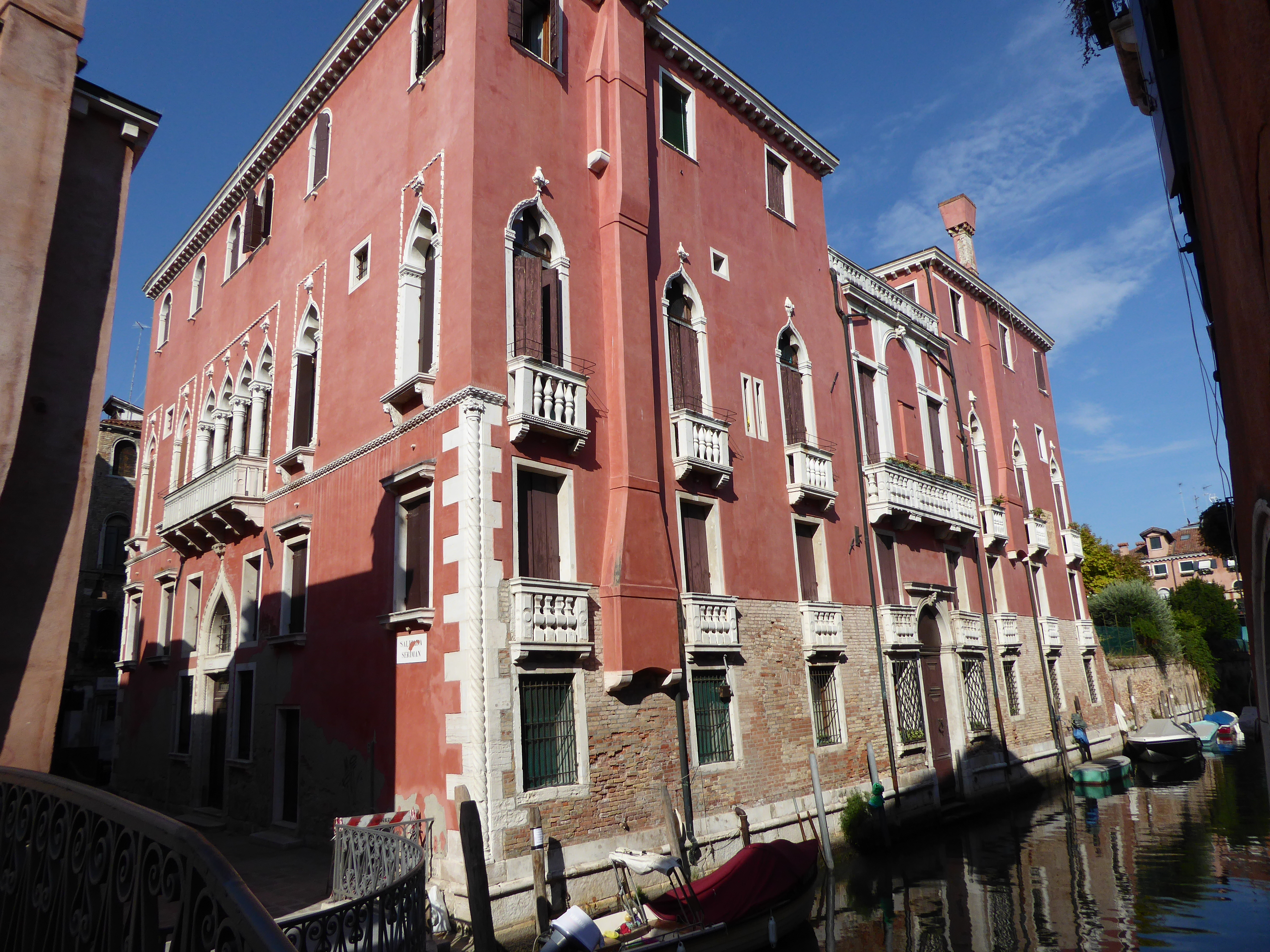
palazzo Contarini Sceriman, casa-madre della congregazione

La congregazione fu fondata a Venezia da Elena Silvestri: già dedita alle opere caritatevoli presso la parrocchia di Santa Maria Gloriosa dei Frari, nel 1884 decise di avviare un'opera per l'educazione della gioventà femminile e acquistò palazzo Contarini Sceriman per farne sede del suo istituto.
Le costituzioni del nascente istituto furono redatte dal gesuita Carlo Carli e il 15 luglio 1884 le prime postulanti ricevettero l'abito religioso.
Le suore si diffusero rapidamente a Grado, Trieste, in Istria e in provincia di Udine: nel 1951 accettarono il servizio nella curia generalizia dei Fratelli del Sacro Cuore a Roma; si aprirono al lavoro nelle missioni nel 1961, stabilendo case in Brasile, e nel 1964 iniziarono a dedicarsi anche all'assistenza agli emigrati italiani in Svizzera.
L'allora cardinale Giuseppe Sarto, patriarca di Venezia, concesse l'approvazione diocesana all'istituto il 16 marzo 1898; la congregazione ricevette il pontificio decreto di lode il 14 marzo 1932 e le sue costituzioni furono approvate definitivamente il 22 maggio 1940.

## Attività e diffusione
Le suore si dedicano all'assistenza e all'educazione cristiana della gioventù.
Oltre che in Italia, la congregazione è attiva in Svizzera, Brasile e Costa d'Avorio; la sede generalizia è a Cannaregio, Venezia.
Alla fine del 2015 l'istituto contava 117 religiose in 24 case.